# Les Mystères de Paris (film, 1962)
 (avril 2020).
Si vous disposez d'ouvrages ou d'articles de référence ou si vous connaissez des sites web de qualité traitant du thème abordé ici, merci de compléter l'article en donnant les références utiles à sa vérifiabilité et en les liant à la section « Notes et références ».
Pour les articles homonymes, voir Les Mystères de Paris (homonymie).
Pour plus de détails, voir Fiche technique et Distribution.
Les Mystères de Paris est un film franco-italien réalisé par André Hunebelle et sorti en 1962. Il est librement adapté du roman du même nom d'Eugène Sue.
Le film suit Rodolphe de Sambreuil et sa maîtresse Irène qui occupent une place marquante dans la haute société sous le règne de Louis-Philippe. D'une grande droiture, Rodolphe, responsable de la mort d'un ouvrier, veut aider sa veuve qui recherche Marie, son enfant disparue mystérieusement. Rodolphe met tout en œuvre pour retrouver la jeune fille, s'aventure dans les bas-fonds et parvient à ses fins. Irène en prend ombrage et se confie au baron de Lansignac, ennemi juré de Rodolphe. Coups fourrés, attentats, assassinats se succèdent et une lutte à mort s'engage entre les deux hommes. L'honneur et l'amour triompheront.

## Synopsis
Sous le règne de Louis-Philippe, à Paris vers 1842. Au Bal Mabille, rendez-vous de la bourgeoisie aisée, le dandy marquis Rodolphe de Sambreuil valse avec sa charmante maîtresse, Irène et lui propose de partir du bal pour une soirée plus intime. Mais Irène a organisé une réunion festive privée avec comme invité principal le baron de Lansignac. Bien qu’il supporte difficilement cette personne, Rodolphe accepte pourtant le pari d’une course d’attelage jusqu’à son hôtel particulier, entre son équipage et celui du baron. Pari tenu pour 500 louis d’or. Rodolphe est sur le point de gagner la course, lorsque sa voiture heurte dans une ruelle l’ouvrier Godin. Il s’arrête pour secourir l’homme qui refuse d’être conduit à l’hôpital et, ne soupçonnant pas la gravité de l’accident, lui offre pour le dédommager sa bourse en cuir rouge, avant de le quitter. Dépêchée sur place, Marie constate le décès de son père. Durant la réception, Irène pousse Rodolphe à accepter la proposition de Lansignac de s’associer pour des spéculations boursières. Malgré une vie dorée et tapageuse, Sambreuil, diplomate de métier, est resté d’une grande droiture. Aussi écarte-t-il cette proposition considérant que Lansignac n’est qu’un affairiste douteux qui spécule sans scrupules sur les plans d'urbanisme.
Au Cercle Royal, Lansignac est persuadé que l’auteur anonyme d’un article de presse, le traitant de voleur des pauvres, n’est autre que Sambreuil. L’altercation entre les deux est vite stoppée et Lansignac doit sortir de la salle. Désormais Sambreuil devient son ennemi juré.
Deux mois plus tard, Marie et sa souffreteuse mère, vivent humblement de travaux de couture, dans l’humidité d’un appartement. À la recherche d’un travail, Marie, en sortant du bureau de placement du quartier Saint-Martin – Saint-Denis, croise une vieille femme acariâtre qui lui propose une place de serveuse. En réalité, Marie, dupée, est enlevée par cette affreuse mégère, La Chouette, puis vendue à des tenanciers d’une taverne : « Le caveau des chevillards ». Séquestrée, les ravisseurs veulent exploiter sa jeunesse et sa beauté en la prostituant pour leur patron, une noble personne.
De son côté, Sambreuil de retour d’une mission diplomatique dans les Balkans est à nouveau relancé par l’opiniâtre Irène pour qu’il renoue contact avec Lansignac. Il refuse net. C’est alors qu’un officier de police se présente pour lui rapporter la bourse rouge frappée aux initiales de Sambreuil qui a été trouvée sur la femme Godin, veuve d’un homme tué accidentellement. Le marquis refuse de porter plainte et se rend au chevet de cette femme, détenue à l’infirmerie de la prison Saint-Lazare, injustement accusée de vol. Là, se sentant responsable de la mort de Godin, il recueille les dernières volontés de sa veuve et lui promet de mettre tout en œuvre pour retrouver sa fille Marie qui a mystérieusement disparu depuis deux mois.
Ayant appris, grâce aux démarches de Jérôme, son majordome diligenté pour recueillir des informations dans les quartiers populaires, que Marie pouvait être une victime de plus de La Chouette, Rodolphe part, déguisé en portefaix, explorer les bas-fonds de la capitale. Sur les quais de Seine du quartier Saint-Paul, où il se fait embaucher pour porter de lourds fardeaux de sable, Rodolphe se comporte en redresseur de torts lors d’une magistrale bagarre pour protéger Fanfan, un adolescent, avec l’aide d’un porteur nommé Le Chourineur. Ensemble ils s’enfuient à l’arrivée des argousins et reconduisent Fanfan chez ses braves parents Morel, 10 rue du Temple dans le quartier du Marais, où ils font la connaissance de Pipelet, le sympathique et bavard concierge.
Ayant sympathisé avec Le Chourineur, un ancien forçat au bon cœur condamné pour une bagarre meurtrière à 15 ans au bagne de l' île de Ré, Rodolphe découvre en sa compagnie un univers inconnu des braves gens comme des crapules, émotionnellement troublé par la pauvreté et la misère qu'il voit partout et qu’il ne pouvait pas imaginer à ce point.
À la demande de Rodolphe, Le Chourineur, sachant où se trouve la Chouette, le conduit au « caveau des chevillards ». Là au péril de sa vie, Rodolphe, doué d’une force extrême et d’un grand talent pour se battre, arrache des mains de deux hommes ignobles qui la forçaient à boire, une jeune chanteuse blonde, et charge Le Chourineur de la mettre à l’abri. Durant la terrible bagarre, à un contre dix, Rodolphe ignore qu’un homme l’a reconnu tandis qu’il l’observait à distance et discrètement, venu pour récupérer, ébloui par sa beauté, la jeune personne qui lui était réservée, Marie, et la conduire à son hôtel de Neuilly : le baron de Lansignac.
Ne pouvant encore lui dévoiler sa véritable identité, Rodolphe confie Marie au couple Pipelet, heureux de la recevoir. De retour à son hôtel, révolté par la misère qu’il a découverte, il se fait traiter de ridicule à la Saint-Vincent-de-Paul par Irène qui n’a pas renoncé à son projet d’alliance avec Lansignac.
Dans sa quête rédemptrice voulant récompenser les bons et punir les méchants, Rodolphe, par l’intermédiaire de Jérôme le faisant passer pour un marquis farfelu, fait distribuer généreusement des cadeaux aux familles Morel et Pipelet et à l’orpheline Marie dont il éprouve une attirance et réciproquement.
Inquiète des absences prolongées de Rodolphe et poussée par l'ambition et la jalousie, Irène, ayant rompu avec lui, s'allie avec le baron de Lansignac, motivée par son désir immodéré de cupidité. Ce dernier, sous prétexte de débarrasser Irène d'une rivale, en la personne de la jeune Marie, monte contre Sambreuil une odieuse machination pour se venger de l’avoir démasqué publiquement pour ses spéculations malhonnêtes consistant à racheter pour les détruire toutes les habitations du quartier du Temple. Irène, maladroitement, lui confie que Rodolphe détient dans son coffre personnel un dossier contenant des secrets diplomatiques.
Une lutte à mort s’engage entre les deux hommes : rapt, incendie, calomnies, meurtre, n’arrêtent pas Lansignac qui est en fait l'un des chefs de la pègre. À son tour, il réussit à faire arrêter Sambreuil accusé de divulgation de secrets d’État à une puissance étrangère et cité comme témoin dans l’assassinat de Jérôme Foulon, son propre majordome. Mais ni la fortune ni les complicités de tous bords de Lansignac ne peuvent empêcher Rodolphe, ayant réussi à s’évader, de lui tenir tête en déjouant les pièges et tentatives d’assassinats, afin de rétablir une forme de justice sociale dans le Paris du XIXe siècle. Irène qui a fini par découvrir la malfaisance du sordide Lansignac vient pour lui reprendre les documents compromettant Rodolphe mais, insouciante, oubliant que Lansignac est d’abord une misérable crapule, celui-ci la tue.
Au bal Mabille, le baron de Lansignac, persuadé de s’être définitivement débarrassé du marquis Rodolphe de Sambreuil, qu’il croit noyé dans la Seine, déclare à la crédule Marie qu’ayant tenté de s’évader de sa prison, Rodolphe a été abattu. Mais à son grand étonnement, Sambreuil se présente devant lui, porteur d’une lettre d’aveu d’Irène accablante pour le baron et prouvant son innocence. Dans un dernier sursaut Lansignac tente de tuer Sambreuil, mais c’est lui qui tombe sous une balle mortelle tirée par Le Chourineur.  
Marie et Rodolphe sont à jamais réunis, tandis que les danseurs du Bal Mabille se lancent dans une folle farandole.

## Fiche technique
- Titre original : Les Mystères de Paris
- Réalisation : André Hunebelle
- Assistants réalisateur : Jacques Besnard, Claude Himm, Georges Grod
- Scénario : Jean Halain, Pierre Foucaud, Diego Fabbri, d'après le roman d'Eugène Sue
- Dialogues : Jean Halain
- Décors : Georges Lévy, assisté de Pierre Guffroy et Henri Sonois
- Costumes: Mireille Leydet, exécutés par Marie Gromtserf
- Chapeaux : de Gelot et Jean Barthet
- Photographie : Marcel Grignon et Jean Tournier
  - Opérateur : Charles-Henri Montel, assisté de Roger Delpuech, Maurice Delille et André Marquette
- Son : René-Christian Forget, assisté de Maurice Dagonneau et Jean Zann
  - Mélange son : Jean Neny
- Musique : Jean Marion (éditions: Hortensia)
- Montage : Jean Feyte, assisté de Colette Lambert et Linette Nicolas
- Maquillage : Alexandre Marcus
- Combats réglés par : Claude Carliez
- Attachée de presse : Paulette Andrieux
- Production : André Hunebelle
- Directeur de production : Paul Cadéac
- Secrétaire de production : Charlotte Choquet
- Sociétés de production :
  - Production Artistique et Cinématographique
  - Da. Ma. Produzione, Titanus Produzione
- Société de distribution : Gaumont
- Pays d’origine :  France,  Italie
- Langue originale : français
- Format : couleur (Eastmancolor) — 35 mm — 2,35:1 (Dyaliscope) —  son Mono
- Genre : film d'aventure
- Enregistrement sonore : Poste Parisien et S.I.M.O
- Tirage : Laboratoire G.T.C
- Tournage et développement : Studios Franstudio de Saint-Maurice
- Durée : 110 minutes
- Date de sortie : France : 5 octobre 1962
- Visa d'exploitation : 24932
- Affiche : Jean Mascii (France)

## Distribution
- Jean Marais : Rodolphe de Sambreuil, l'amant d'Irène
- Raymond Pellegrin : Baron de Lansignac, l'ennemi de Rodolphe
- Jill Haworth: Marie Godin dite Fleur de Marie
- Dany Robin  : Irène, la maîtresse de Rodolphe
- Pierre Mondy : Le Chourineur
- Georges Chamarat : Jérôme Foulon
- Noël Roquevert : M. Pipelet, le concierge
- Jean Le Poulain : Le Maître d'École
- Renée Gardès : La Chouette
- Alain Dekok  : Le jeune Fanfan Morel
- Robert Dalban: Le patron de l'auberge des Ravageurs
- Paulette Dubost: Mme Pipelet, la concierge
- Benoîte Lab  : Louise Morel, la femme du tailleur
- Gabriel Gobin  : M. Morel, le tailleur
- Madeleine Barbulée  : Mme Godin
- Maria Meriko  : Mme Georges
- Charles Bouillaud  : M. Godin
- Raoul Billerey  : Amédée
- Guy Delorme : policier
- Henri Guégan : Un bagarreur
- Jean Minisini : Un bagarreur
- Yvan Chiffre : Un argousin
- Guy-Henry : Un policier sur les quais
- Jacques Seiler  : Un acolyte
- Paul Cambo  : Le préfet (rôle coupé ou absent d'une version tv tronquée?)
- Alain Bouvette  : Oscar
- Jean-Michel Rouzière  : Armand (non crédité)
- Bedra Benharrats  : Margot, une servante
- Henri Lambert  : Le contremaître sur les quais
- Alain Nobis  : L'écrivain public
- Raphaël Patorni  : Le président du Cercle
- Albert Dagnant  : Un policier
- Florence Blot  : La nouvelle locataire
- Henri Coutet  : Le nouveau locataire
- Louis Bugette  : Le faux aveugle
- Bernard Musson  : maître d'hôtel (restaurant "bal masqué")
- Jacques Sommet : Arnoux
- Jimmy Perrys : Le voisin de l'accidenté
- Catherine Brieux
- Lisette Lebon
- Georges Aubert
- Jean Blancheur
- Tilly Dorville
- Annette Irlandini (créditée mais invisible à l'écran)
- Jacques Sablon
- Robert Chevrigny  : membre du Cercle
- Laure Paillette  : Jeanne, la bonne
- Alfred Baillou : Un homme au bouge
- Lucien Frégis : Le médecin
- Kempetian : Georges, le patron de l'auberge

## Un film de «cape sans épée»
Dans sa biographie sur Jean Marais, Gilles Durieux dit qu'en 1962, l’acteur Marais retrouva l’un de ses metteurs en scène favoris, André Hunebelle, pour une nouvelle version des Mystères de Paris. Cette adaptation du célèbre roman d’Eugène Sue, publié sous forme de feuilleton dans la presse en 1842-43, connut un tel succès populaire que Victor Hugo dut reprendre l’écriture de son roman Les Misérables publié en 1852. Le personnage du marquis Rodolphe de Sambreuil, interprété par Jean Marais, qui représente la meilleure société sous le règne de Louis-Philippe Ier et qui s’enfonce, au risque de se perdre, dans le monde interlope de la misère parisienne, lui alla comme un gant et lui permit de se renouveler : « Démiurge, Rodolphe, frère de Saint-Michel, joint « la force du lion à l’élégance du cygne ». C’est Hercule dandy, Tarzan romantique. La race de ces supermen n’est pas prète de s’éteindre ! », écrivait Armand Lanoux dans une préface à une édition du roman de Sue. Du prêt-à-porter, donc, pour l’acteur Marais.
Dans le film d'André Hunebelle, on retrouve bien la veine du roman populaire d’Eugène Sue car nous sommes vraiment en plein mélodrame. Hunebelle, ayant certainement saisi que le genre des films de « cape et d’épée » n'allait pas éternellement rencontrer le succès des années précédentes, a cette fois réalisé un film de cape sans épée. Il n'y a donc pas de chevauchées, dans son film ni de poursuites armées ni de duels. Néanmoins une joute avec des poutres de soutènement dans le passage secret de entre Le Sourineur et Le Maître d'Ecole apporte la note d'escrime manquant. Mais, si le fond change par rapport au films de « cape et d'épée » la forme reste inchangée. Jean Marais joue une nouvelle fois le héros défenseur des faibles et les scènes de bagarres sont fréquentes toujours réglées par Claude Carliez. L'intrigue est cependant fournie, notamment grâce à la présence d'un méchant charismatique. C'est ainsi Raymond Pellegrin qui joue le fourbe de service, un habitué des rôles de gangsters, mauvais garçons, faibles et bien sûr fourbes en tous genres. De bonne grâce l'acteur à la voix grave reconnaissable entre mille compose un personnage vraiment détestable mais charismatique.
Si le roman d’Eugène Sue était également un pamphlet social sur la lutte du prolétariat contre la bourgeoisie, Hunebelle, retenant d’abord le côté aventure de l'histoire et laissant la critique en arrière-plan, son film mélange également deux univers, celui des fastes de la haute bourgeoisie et celui de la misère ouvrière de l'époque.
Dans le documentaire de Dominique Maillet, Henri-Jean Servat démontre qu’avant de jouer le rôle de Rodolphe dans Les Mystères de Paris, Jean Marais avait souvent dans ses films précédents accepté des scénarios dans lesquels on lui faisait interpréter deux personnages comme dans : La Belle et la Bête (le monstre, Avenant et le prince), Ruy Blas (Don César et son cousin Ruy Blas), Le Bossu (le beau et le laid, alias Lagardère et le bossu), Le Capitaine Fracasse dans lequel il interprète le baron de Sigognac et le comédien masqué et aussi dans Fantômas où il est à la fois le journaliste Fandor et Fantômas. Marais était friand de cela. Dans Les Mystères de Paris il ne déroge pas à la règle car son personnage unique est en même temps un grand bourgeois qui se déguise en prolétaire pour descendre dans les bas-fonds de Paris. Dans le même film il pouvait passer d’un personnage à son contraire, tantôt l’un et tantôt l’autre. Il aimait porter des masques se cacher pour mieux se révéler Il avait un plaisir à jouer « il jouissait en jouant ». Il s’amusait beaucoup à faire ça.

## Lieux de tournage et doublage
Contrairement à ce que le titre pourrait laisser croire, c'est à Rouen qu’ont été tournées, en mai 1962, plus des trois quarts des scènes extérieures du film d’André Hunebelle, dans des ruelles au cœur du vieux Rouen qui évoquent parfaitement le Paris de la monarchie de Juillet, en particulier dans les quartiers de la Pomme d'Or et Saint-Nicaise, avant leurs destructions pour laisser place à des immeubles modernes au milieu des années 1970, et notamment la petite rue Pitry.
Autres lieux de tournage : les quais de Seine du quartier Saint-Paul à Paris.
Lorsque Jean Marais acceptait un rôle, il entendait le tenir avec tous les risques que ce rôle pouvait comporter, quelles que fussent les difficultés physiques de la scène à tourner. Il n'acceptait pas de doublure par honnêteté envers les spectateurs, comme dans les deux séquences spectaculaires suivantes :
1. La séquence de l’incendie du 10 rue du Temple où Marais saute du haut de l’immeuble dans une bâche tendue par une brigade des sapeurs-pompiers de Paris[4] ;
2. La séquence du Moulin des Ravageurs, tournée à Vernon sur le Vieux-Moulin  à eau, au bord de la Seine où l’acteur Marais, pour s’échapper des eaux montantes et éviter la noyade, doit passer sous la roue du moulin, avec le risque que son corps soit bloqué par les pales de la roue.

Source : Les Échos du cinéma de l'INA du 01 01 1962
La séquence se déroulant dans les Catacombes de Paris a, elle, été tournée dans les Carrières de Nucourt
Source : Val-d'Oise, terre de tournage, de Patrick Glâtre.

## Postérité
Savez-vous pourquoi on surnomme Pipelet et Pipelette, sans méchanceté d'ailleurs, les gardiens d'immeubles ? Parce que le concierge du roman d’Eugène Sue Les Mystères de Paris s'appelait Monsieur Pipelet et que ce nom est passé à la postérité. Ce rôle est tenu par le truculent Noël Roquevert.
En 1955, Hunebelle a réalisé un film sur ce personnage : L'Impossible Monsieur Pipelet avec Michel Simon.

## Autour du film
- Paul Cambo, bien que dûment crédité au générique, n'apparaît pas dans les versions actuellement diffusées, proposition confirmée par Italo Manzi, historien du cinéma « spécialiste » et biographe de Cambo.